# Liste der niederländischen Abgeordneten zum EU-Parlament (2009–2014)
Die Liste der niederländischen Abgeordneten zum EU-Parlament (2009–2014) listet alle niederländischen Mitglieder des 7. Europäischen Parlaments nach der Europawahl in den Niederlanden 2009.

## Mandatsstärke der Parteien
- GUE/NGL: 2
- S&D: 3
- G/EFA: 3
- ALDE: 6
- EVP: 5
- EKR: 1
- EFD: 1
- NI: 4

- GUE/NGL: 2
- S&D: 3
- G/EFA: 3
- ALDE: 6
- EVP: 5
- EKR: 1
- EFD: 1
- NI: 5

| Nationale Partei                              | Mandate   | Fraktion                                                                                  |
| --------------------------------------------- | --------- | ----------------------------------------------------------------------------------------- |
| Volkspartij voor Vrijheid en Democratie (VVD) | 3 a       | Allianz der Liberalen und Demokraten für Europa (ALDE)                                    |
| Democraten 66 (D66)                           | 3         | Allianz der Liberalen und Demokraten für Europa (ALDE)                                    |
| Christen-Democratisch Appèl (CDA)             | 5         | Fraktion der Europäischen Volkspartei (EVP)                                               |
| Partij voor de Vrijheid (PVV)                 | 4 (5) b c | Fraktionslose Abgeordnete (NI)                                                            |
| Partij van de Arbeid (PvdA)                   | 3         | Fraktion der Progressiven Allianz der Sozialdemokraten im Europäischen Parlament (S&D)    |
| GroenLinks (GL)                               | 3         | Die Grünen/Europäische Freie Allianz (G/EFA)                                              |
| Socialistische Partij (SP)                    | 2 d       | Konföderale Fraktion der Vereinten Europäischen Linken/Nordischen Grünen Linken (GUE/NGL) |
| ChristenUnie (CU)                             | 1         | Europäische Konservative und Reformisten (EKR)                                            |
| Staatkundig Gereformeerde Partij (SGP)        | 1         | Europa der Freiheit und der Demokratie (EFD)                                              |
| Gesamt                                        | 25 (26)   |                                                                                           |

## Abgeordnete
| Bild | MEP                        | von                         | bis                       | Partei    | Fraktion | Anmerkungen |
| ---- | -------------------------- | --------------------------- | ------------------------- | --------- | -------- | --- |
|      | Hans van Baalen            | 14. Juli 2009               | 1. Juli 2014              | VVD       | ALDE     | |
|      | Bastiaan Belder            | 14. Juli 2009               | 1. Juli 2014              | SGP       | EFD      | |
|      | Thijs Berman               | 14. Juli 2009               | 1. Juli 2014              | PvdA      | S&D      | |
|      | Louis Bontes               | 14. Juli 2009               | 17. Juni 2010             | PVV       | NI       | Nachrücker: Lucas Hartong                                                                                         |
|      | Emine Bozkurt              | 14. Juli 2009               | 1. Juli 2014              | PvdA      | S&D      | |
|      | Wim van de Camp            | 14. Juli 2009               | 1. Juli 2014              | CDA       | EVP      | |
|      | Marije Cornelissen         | 14. Juli 2009               | 1. Juli 2014              | GL        | G/EFA    | |
|      | Peter van Dalen            | 14. Juli 2009               | 1. Juli 2014              | CU        | EKR      | |
|      | Bas Eickhout               | 14. Juli 2009               | 1. Juli 2014              | GL        | G/EFA    | |
|      | Gerben-Jan Gerbrandy       | 14. Juli 2009               | 1. Juli 2014              | D66       | ALDE     | |
|      | Lucas Hartong              | 22. Juni 2010               | 1. Juli 2014              | PVV       | NI       | Nachgerückt für Louis Bontes                                                                                      |
|      | Jeanine Hennis-Plasschaert | 14. Juli 2009               | 17. Juni 2010             | VVD       | ALDE     | Nachrücker: Jan Mulder                                                                                            |
|      | Dennis de Jong             | 14. Juli 2009               | 1. Juli 2014              | SP        | GUE/NGL  | |
|      | Patricia van der Kammen    | 27. Sep. 2012               | 1. Juli 2014              | PVV       | NI       | Nachgerückt für Barry Madlener                                                                                    |
|      | Esther de Lange            | 14. Juli 2009               | 1. Juli 2014              | CDA       | EVP      | |
|      | Kartika Liotard            | 14. Juli 2009               | 1. Juli 2014              | SPUnabh.  | GUE/NGL  | Parteiaustritt am 1. Juni 2010                                                                                    |
|      | Barry Madlener             | 14. Juli 2009               | 20. Sep. 2012             | PVV       | NI       | Nachrückerin: Patricia van der Kammen                                                                             |
|      | Toine Manders              | 14. Juli 2009               | 1. Juli 2014              | VVDUnabh. | ALDE     | Parteiaustritt am 17. Okt. 2013                                                                                   |
|      | Judith Merkies             | 14. Juli 2009               | 1. Juli 2014              | PvdA      | S&D      | |
|      | Jan Mulder                 | 22. Juni 2010               | 1. Juli 2014              | VVD       | ALDE     | Nachgerückt für Jeanine Hennis-Plasschaert                                                                        |
|      | Lambert van Nistelrooij    | 14. Juli 2009               | 1. Juli 2014              | CDA       | EVP      | |
|      | Ria Oomen-Ruijten          | 14. Juli 2009               | 1. Juli 2014              | CDA       | EVP      | |
|      | Judith Sargentini          | 14. Juli 2009               | 1. Juli 2014              | GL        | G/EFA    | |
|      | Marietje Schaake           | 14. Juli 2009               | 1. Juli 2014              | D66       | ALDE     | |
|      | Laurence Stassen           | 14. Juli 2009               | 1. Juli 2014              | PVVUnabh. | NI       | Parteiaustritt 21. März 2014                                                                                      |
|      | Daniël van der Stoep       | 14. Juli 2009 15. Dez. 2011 | 1. Sep. 2011 1. Juli 2014 | PVVUnabh. | NI       | Parteiaustritt am 1. Sep. 2011; Nachrücker: Auke Zijlstra; Mit dem Vertrag von Lissabon wieder selbst nachgerückt |
|      | Sophie in ’t Veld          | 14. Juli 2009               | 1. Juli 2014              | D66       | ALDE     | |
|      | Corien Wortmann-Kool       | 14. Juli 2009               | 1. Juli 2014              | CDA       | EVP      | |
|      | Auke Zijlstra              | 13. Sep. 2011               | 1. Juli 2014              | PVV       | NI       | Nachgerückt für Daniël van der Stoep                                                                              |